# Grigori Aleksàndrovitx Iegórov
Grigori Aleksàndrovitx Iegórov (rus: Григорий Александрович Егоров, 12 de gener, 1967) és un antic saltador de perxa de la Unió Soviètica i Kazakhstan.

## Trajectòria
Pertanyia al club Dinamo d'Alma-Atà. Guanyà la medalla de bronze amb la Unió Soviètica als Jocs Olímpics de 1988. També guanyà dues medalles d'argent en Campionats del Món en pista coberta i una al Campionat del Món a l'aire lliure de 1993 amb una millor marca personal de 5,90 metres, des de llavors rècord d'Àsia en l'especialitat. Va patir dues aturades importants de la competició al llarg de la seva carrera esportiva: entre 1991 i 1992 i entre 1995 i 1997. En tornar definitivament tan sols pogué mantindre el nivell anterior al panorama internacional durant un parell de temporades, però sí que li valgué per a dominar la competició a nivell continental. Va retirar-se el 2007.

## Resultats
| Any  | Competició           | Lloc                 | Resultat |
| ---- | -------------------- | -------------------- | -------- |
| 1988 | Jocs Olímpics        | Seül, Corea del Sud  | 3r       |
| 1989 | Campionat del Món PC | Budapest, Hongria    | 2n       |
| 1990 | Campionat d'Europa   | Split, Iugoslàvia    | 2n       |
| 1993 | Campionat del Món PC | Toronto, Canadà      | 2n       |
| 1993 | Campionat del Món    | Stuttgart, Alemanya  | 2n       |
| 1993 | Campionat d'Àsia     | Manila, Filipines    | 1r       |
| 1994 | Jocs Asiàtics        | Hiroshima, Japó      | 2n       |
| 1999 | Campionat del Món    | Sevilla, Espanya     | DNS      |
| 2002 | Jocs Asiàtics        | Busan, Corea del Sud | 1r       |
| 2002 | Campionat d'Àsia     | Colombo, Sri Lanka   | 3r       |
| 2003 | Jocs Afro-asiàtics   | Hyderabad, Índia     | 1r       |
| 2003 | Campionat d'Àsia     | Manila, Filipines    | 1r       |
| 2004 | Jocs Olímpics        | Atenes, Grècia       | NM       |

Llegenda: DNS= no va començar (Did Not Start); NM= sense marca vàlida (No Mark).